# 11.º Regimiento de Instrucción Aérea
El 11.º Regimiento de Instrucción Aérea (11. Flieger-Ausbildungs-Regiment) unidad militar de la Luftwaffe de la Alemania nazi.

## Historia
Formada el 1 de abril de 1939 en Schönwalde desde el 11.º Batallón de Reemplazo Aéreo con:
- Stab
- I Batallón de Instrucción desde el 11.º Batallón de Reemplazo Aéreo
- Escuela Elemental de Vuelo (Escuela/11º Regimiento de Instrucción Aérea) desde la Escuela Mixta Experimental Superior Schönwalde.

El II Batallón de Instrucción fue formada en 1940, mientras la Escuela/11º Regimiento de Instrucción Aérea deja el regimiento el 15 de octubre de 1941, y se convirtió en la 11° Escuela Mixta Experimental Superior. El 16 de agosto de 1942 es redesignado como el 11º Regimiento Aéreo.

## Comandantes
- Coronel Nikolaus Graf von Luckner - (1 de abril de 1939 - 4 de agosto de 1940)
- Coronel Robert Pistorius - (5 de agosto de 1940 - 25 de septiembre de 1942)

## Orden de Batalla
- 1939 – 1940: Stab, I. (1-5), 6., 7., Escuela.
- 1941 – 1942: Stab, I. (1-5), 7., II. (8-12).